# De Koperslager
De Koperslager was een oliemolen aan de Lagedijk in Zaandijk. Het exacte bouwjaar van de eerste molen met deze naam op die plaats is onbekend, in 1635 stond hij op een kaart vermeld. In 1724 brandde deze molen af, waarna nog in hetzelfde jaar een nieuwe molen werd opgericht. Deze dubbele oliemolen had een vlucht van bijna 24 meter. In 1769 kwam de stellingmolen in bezit van de papierproducent Cornelis Adriaensz. Honig, die daarmee naast papiermolens ook een oliemolen verkreeg. De molen zou nog vele jaren in het bezit van de familie Honig blijven.
De Koperslager is lang op windkracht in bedrijf gebleven. Omstreeks 1960 werd pas gestopt met het malen op de wind. De molen bleef op motorkracht in bedrijf tot 28 juli 1964, toen in de avond brand uitbrak in een van de twee schuren. Het vuur kon pas na uren worden geblust, waarna men besloot de Koperslager te slopen. Bij het omver trekken door een takelwagen van het achtkant bleek dat zo stevig te zijn dat de staalkabel tot tweemaal toe brak. Uiteindelijk werden twee achtkantstijlen doorgezaagd. Geruchten deden de ronde dat de molen in brand was gestoken om het verzekeringsgeld te innen, of omdat hij in de weg stond voor het verbreden van de dijk.
De Koperslager is nooit herbouwd, maar onderdelen uit de molen zijn hergebruikt bij de herbouw van de Bonte Hen.

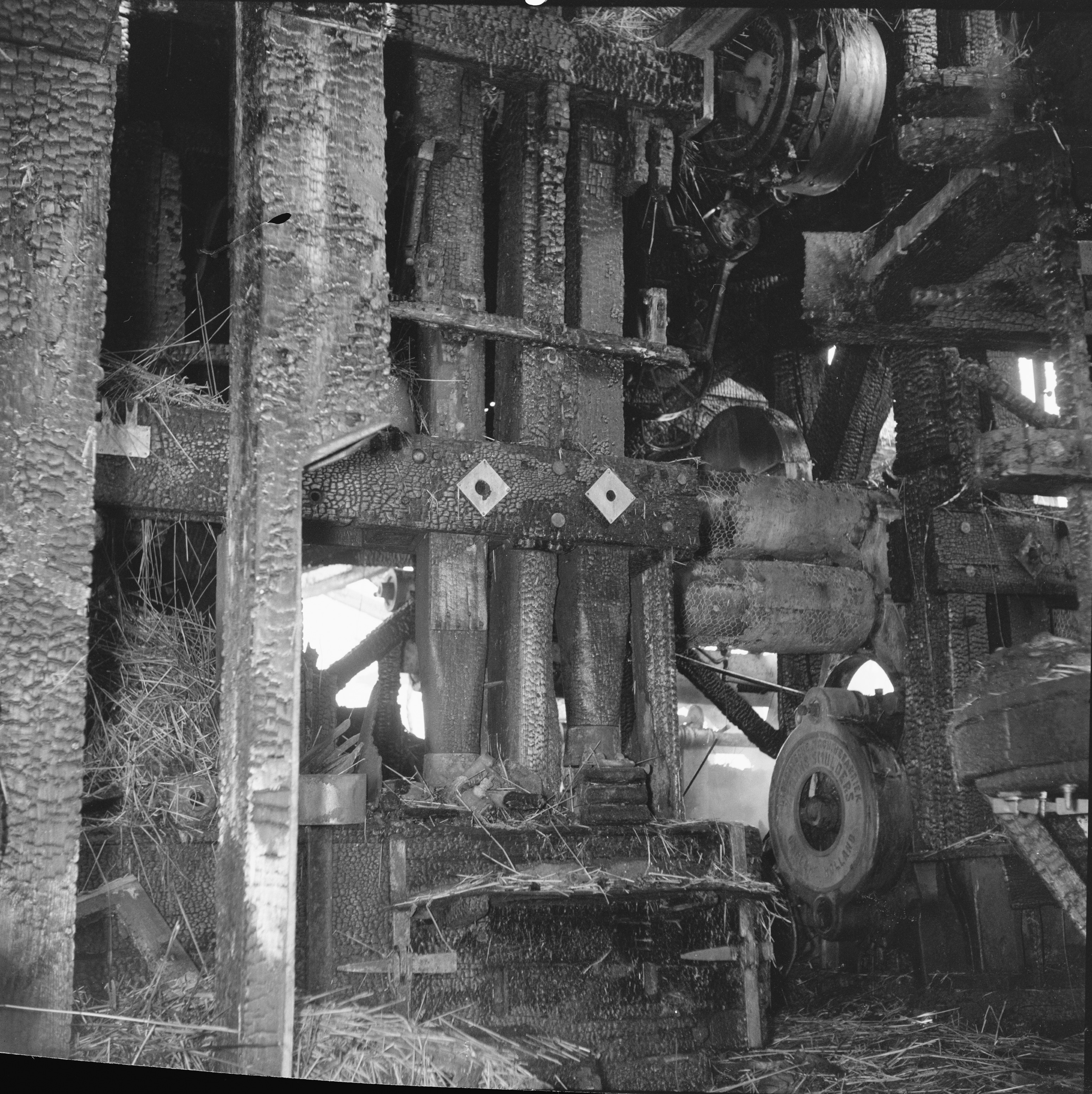
Stampers met de lade na de brand. RCE, 1964
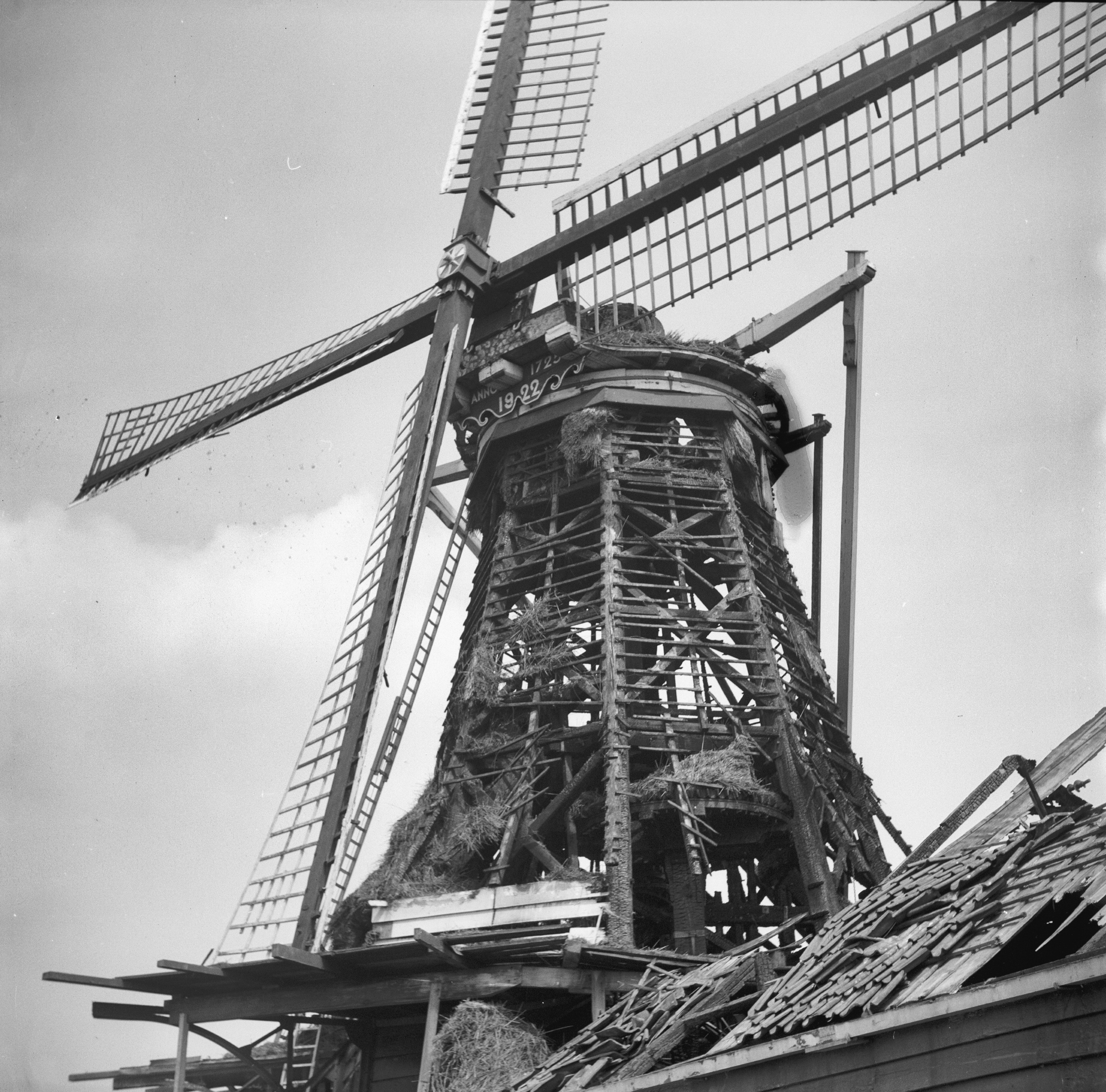
Achtkant. RCE, 1964
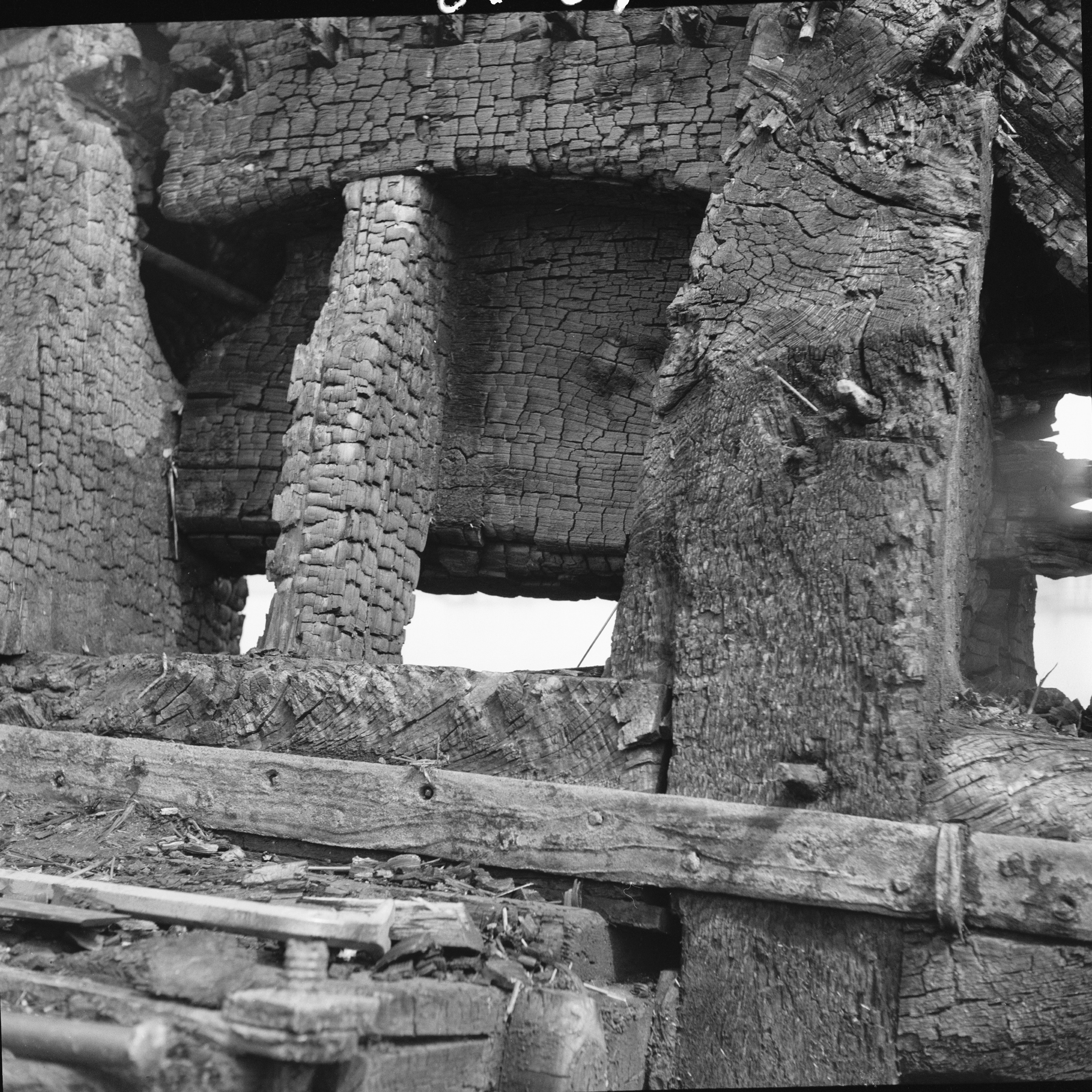
Bovenwiel, RCE, 1964